# 多布雷楚鄉
44°30′N 23°57′E / 44.500°N 23.950°E
多布雷楚鄉（羅馬尼亞語：Comuna Dobrețu, Olt），是羅馬尼亞的鄉份，位於該國南部，由奧爾特縣負責管轄，面積18平方公里，海拔高度170米，2007年人口1,328，人口密度每平方公里74人。